# هانومان (فیلم ۲۰۰۵)
«هانومان» (هندی: हनुमान) یک فیلم است که در سال ۲۰۰۵ میلادی منتشر شد. از بازیگران آن می‌توان به موکش خانا اشاره کرد.